# 小街站 (天津市)
小街站是天津地铁4号线的地铁站，位于中华人民共和国天津市北辰区京津公路与小街新苑路交叉口南侧，为4号线北段北端终点站，亦为天津地铁目前最北端车站，于2025年7月8日开通。

## 车站结构
小街站位于京津公路与小街新苑路交叉口南侧，沿京津公路路西设置，呈南北走向，为地下一层地上一层岛式站台车站，车站长674.6米，标准段宽20.7米，车站地面为站厅层，地下一层为站台层，站台设置全高站台门。车站南侧设有一条单渡线，北侧设有两条出入段线，连通小街停车场。
| 地面              | 出入口及站厅 | A、B、C、D出入口、客服中心、自动售票机、验票机                                          |
| 地下一层          | 站台         | \| \| \| █ 4号线落客 \| \| 島式 · 開左邊车门 \| \| \| \| \| \| █ 4号线往西站（郎园） \| |
|                   |              | █ 4号线落客                                                                             |
| 島式 · 開左邊车门 |              |                                                                                         |
|                   |              | █ 4号线往西站（郎园）                                                                   |

## 车站出口
小街站共有4个出入口，各出口及周围设施如下所示：
|                           |      |              |                      |
| 出口编号                  | 照片 | 地点         | 可到达目的地         |
| 出口 · A · 无障碍通道标志 |      | 京津公路辅路 | 融创东岸名郡         |
| 出口 · B · 无障碍通道标志 |      | 京津公路     | 天津市北辰区汉沟小学 |
| 出口 · C · 无障碍通道标志 |      | 京津公路     | 小街新苑             |
| 出口 · D · 无障碍通道标志 |      | 京津公路辅路 | 融创东岸名郡         |
| 註： 設有                 |      |              |                      |

## 换乘交通
| 公共汽车线路 \| 编号 \| 编号 \| 线路 \| 线路 \| 线路 \| 收费 \| 运营商 \| 备注 \| \| ---- \| ---- \| ------------ \| ---- \| ---------- \| ----- \| ---------- \| --------------------- \| \| \| 607 \| 新兆路公交站 \| ⇆ \| 逸仙园 \| 2–5元 \| 公交一公司 \| 合并原 611 \| \| \| 725 \| 辰兴路公交站 \| ⇆ \| 小街地铁站 \| 2元 \| 公交一公司 \| 原 西青—北辰便民2北段 \| |      |              |      |            |       |            |                       |
| 编号 | 编号 | 线路         | 线路 | 线路       | 收费  | 运营商     | 备注                  |
| | 607  | 新兆路公交站 | ⇆    | 逸仙园     | 2–5元 | 公交一公司 | 合并原 611            |
| | 725  | 辰兴路公交站 | ⇆    | 小街地铁站 | 2元   | 公交一公司 | 原 西青—北辰便民2北段 |

| 编号 | 编号 | 线路         | 线路 | 线路       | 收费  | 运营商     | 备注                  |
| ---- | ---- | ------------ | ---- | ---------- | ----- | ---------- | --------------------- |
|      | 607  | 新兆路公交站 | ⇆    | 逸仙园     | 2–5元 | 公交一公司 | 合并原 611            |
|      | 725  | 辰兴路公交站 | ⇆    | 小街地铁站 | 2元   | 公交一公司 | 原 西青—北辰便民2北段 |

## 历史
本站工程名与正式站名均为小街站，以车站所处的小街村命名。
- 2023年6月20日，车站主体结构完工[2]。
- 2025年7月8日，车站随4号线北段段通车开通[1]。